# Triunfosaurus
Triunfosaurus leonardii is een plantenetende sauropode dinosauriër, behorend tot de Titanosauriformes, die tijdens het vroege Krijt leefde in het gebied van het huidige Brazilië.

## Vondst en naamgeving
Het Triunfobassin in de deelstaat Paraíba staat bekend om zijn vele voetsporen van sauropoden. Zeldzame vondsten van beenderen geven een aanwijzing wie de sporenmaker zou kunnen zijn.
In 2017 werd de typesoort Triunfosaurus leonardii benoemd en beschreven door Ismar de Souza Carvalho, Leonardo Salgado, Rafael Matos Lindoso, Hermínio Ismael de Araújo-Júnior, Francisco Cézar Costa Nogueira en José Agnelo Soares. De geslachtsnaam verwijst naar het Triunfobassin. De soortaanduiding eert de paleontoloog Giuseppe Leonardi.
Het holotype, UFRJ-DG 498, is gevonden in een laag zandsteen van de Rio Piranhas-formatie die dateert uit het Berriasien-Hauterivien, ongeveer 130 miljoen jaar oud. Het bestaat uit een gedeeltelijk skelet zonder schedel. Bewaard zijn gebleven: een reeks van drie middelste staartwervels, drie chevrons, drie doornuitsteeksels en een rechterzitbeen. De fossielen maken deel uit van de collectie van de Universidade Federal do Rio de Janeiro.

## Beschrijving

### Grootte en onderscheidende kenmerken
Triunfosaurus is een middelgrote sauropode met een lengte van ongeveer twaalf meter.
De beschrijvers wisten enkele onderscheidende kenmerken vast te stellen. Sommige daarvan zijn autapomorfieën, unieke afgeleide eigenschappen. Het raakvlak van het zitbeen met het schaambeen bedraagt meer dan de helft van de totale hoogte van het zitbeen. De schacht van het zitbeen maakt een hoek van minder dan 70° met het gedeelte dat de achterste onderrand vormt van het heupgewricht.
Daarnaast is er een unieke combinatie van op zich niet unieke eigenschappen. De voorste wervels van de middenstaart hebben korte en robuuste voorste gewrichtsuitsteeksels, die schuin naar voren en iets omhoog gericht zijn. De voorste wervels van de middenstaart hebben kleine doornuitsteeksels met een verbreed bovenuiteinde in zijaanzicht. De voorste wervels van de middenstaart hebben zijuitsteeksels die schuin omhoog en iets naar achteren gericht zijn. Bij de voorste wervels van de middenstaart bezit de achterste helft van het wervellichaam zijkanten die sterk hol zijn met kleine pleurocoelen. De voorste chevrons zijn recht met gewrichtsfacetten die bovenop liggen. De chevrons van de middelste staartwervels zijn smal in zijaanzicht en hebben gewrichtsfacetten die meer achteraan liggen en schachten die kort zijn.

### Skelet
De reeks van drie staartwervels heeft een lengte van 315 millimeter. De wervels zijn niet uitgehold door luchtkamers. Er kon niet worden vastgesteld of ze procoel zijn maar de achterste uiteinden zijn vlak. De wervelbogen staan op de voorste helft van de wervellichamen, een typisch kenmerk van de Lithostrotia. De voorste gewrichtsuitsteeksels hebben een oriëntatie als bij de Aeolosaurini. De voorste chevron heeft een lengte van tweeëntwintig centimeter. De facetten bovenop zijn enkelvoudig. De middelste chevron is negentien centimeter lang. In vooraanzicht staan de takken van de haemaalboog licht hol. Aan de achterkant vormen twee kammen aan de basis een klein beenplateau. 
Het zitbeen heeft een lengte van negentig centimeter. Er bevindt zich een verheffing op het binnenvlak, de oorsprong van de derde Musculus flexor tibialis internus die het scheenbeen naar achteren trok.

## Fylogenie
Triunfosaurus is in 2017 in de Titanosauria sensu Wilso & Upchurch 2003 geplaatst, in een vrij basale positie, boven Mendozasaurus. In dat geval zou het de oudste bekende Braziliaanse titanosauriër zijn. Dit resultaat van een kladistische analyse werd echter zwak ondersteund: zouden slechts twee kenmerken anders zijn geweest dan was hij buiten die groep gevallen. Een typisch titanosaurisch kenmerk zijn de verticale lage doornuitsteeksels van de middenstaart, de niet-overbrugde haemaalbogen en het korte plaatvormige zitbeen. De lage hoogte van de haemaalboog is echter een basaal kenmerk dat tot nu toe niet in de Titanosauria is aangetroffen.
Mocht Triunfosaurus inderdaad tot de Titanosauria behoren dan bevestigt dit de hypothese van een oorsprong van die groep in het supercontinent Gondwana.